# Tesoco
Tesoco är en ort i Mexiko.   Den ligger i kommunen Valladolid och delstaten Yucatán, i den östra delen av landet, 1 200 km öster om huvudstaden Mexico City. Tesoco ligger 24 meter över havet och antalet invånare är 1 362.
Terrängen runt Tesoco är mycket platt. Runt Tesoco är det ganska tätbefolkat, med 75 invånare per kvadratkilometer. Närmaste större samhälle är Valladolid, 6,0 km sydväst om Tesoco. Trakten runt Tesoco består till största delen av jordbruksmark.